# رسم الأحمر أبو حواديد
رسم الأحمر أبو حواديد قرية سورية تتبع ناحية السعن في منطقة سلمية شرقي محافظة حماة. بلغ عدد سكانها 754 نسمة في عام 2004 حسب تعداد المكتب المركزي للإحصاء.

## التاريخ
في 6 نيسان (أبريل)، اقتحمت قوات نظام الأسد القرية وقامت بتخريب ممتلكات الأهالي وأحرقت ثلاث سيارات.
في 6 أيار (مايو) 2012، شهدت رسم الأحمر عملية عسكرية عنيفة نفَّذها نظام الأسد في القرية، حيث بدأت بهبوط طائرة مروحية في الجوار تبعها عملية إنزال لعناصر من جيش الأسد، بينما بقيت مروحية أخرى تحوم في سماء القرية، وذلك حوالي الساعة 12.20 بعد الظهر، وتلا ذلك إطلاق نار عشوائي على المدنيين ومنازل الأهالي، وحرق ثلاثة سيارات لمواطنين، بالإضافة إلى تخريب بعض الممتلكات الأخرى وسط تصاعد ألسنة الدخان من القرية.
أعلنت قوات نظام الأسد سيطرتها على القرية بتاريخ 16 حزيران (يونيو) عام 2013.
وفي 8 تشرين الثاني 2013، وثِّق مقتل خمسة أطفال مهجّرين من قرية رسم الضبع من آل الحسين (أعمارهم 15، 8، 6، 6، 3 سنوات) قضوا بانفجار قنبلة من مخلفات جيش نظام الأسد بقرية رسم الأحمر.
في يوم 15 كانون الأول (ديسمبر) 2013، تعرَّضت القرية للقصف المروحي بالبراميل المتفجِّرة مما أسفر عن مقتل شخصين من قرية الرحية.

## وصلات خارجية
- الوحدات الإدارية في محافظة حماة